# Uriu
Uriu é uma comuna romena localizada no distrito de Bistrița-Năsăud, na região histórica da Transilvânia. A comuna possui uma área de 32.93 km² e sua população era de 3688 habitantes segundo o censo de 2007.